# 海棠寺站
海棠寺站是京广铁路上的一个铁路车站，位于中国河南省郑州市金水区，建于1905年，目前为三等站，邮政编码为450053。目前客运：办理旅客乘降；行李、包裹托运；货运：仅办理专用线、专用铁道整车货物发到。

## 历史故事
1952年，铁道部规划站名。据称当时有个湖北籍的调度员，铁道部问询车站附近的知名地名，该调度员就想起了附近的海滩寺，于是就报了上去。但因其口音，让铁道部官员听成了海棠寺。等到发现错了，站名已经登记开始使用了，于是该站站名将错就错，一直使用至今。

## 未来规划
根据规划，在郑焦城际铁路开通后，海棠寺站将成为一座城际铁路车站。此外，郑新城际铁路也将引入该站。但截至2019年，该站仍未有实质性的动工改造。